# Michael Sundlöv
Michael Sundlöv, född 11 oktober 1965, är en svensk ishockeytränare, sportchef och tidigare ishockeymålvakt.

## Karriär

### Spelarkarriär (1986–2001)
Michael Sundlöv spelade i Brynäs IF under säsongerna 1987/88–1998/99 och vann SM-guld med laget 1993. Han fick ett SM-silver från slutspelet 1995 i en finalserie som vanns av HV71, där Sundlöv skadade sig under den 4:e SM-finalmatchen.
I det svenska landslaget var han med som andremålvakt och tog OS-guld vid de olympiska vinterspelen 1994 i Lillehammer i Norge.
Som spelare gjorde Sundlöv sig känd för sitt heta temperament.
Sundlöv började som hockeymålvakt som 15-åring när han spelade för Sandvikens IK i Division 3.

### Assisterande tränare och sportchef (2003–)
Efter spelarkarriären tog Sundlöv först över som assisterande tränare för Brynäs IF under säsongen säsongen 2003/04, för att sedan vara klubbens sportchef fram tills säsongen 2013/14. Under tiden som sportchef var laget nära att åka ur Elitserien ett par gånger. Vid ett fåtal tillfällen gjorde han inhopp som assisterande tränare. Höjdpunkten som sportchef i Brynäs IF blev när laget tog SM-guld säsongen 2011/12.
Inför säsongen 2015/16 blev Sundlöv klar som ny sportchef för Karlskrona HK.
Inför säsongen 2017/18 sade Sundlöv upp kontraktet med Karlskrona, valde istället att ta jobbet som sportchef för Modo Hockey.